# Клан О'Шехнасах

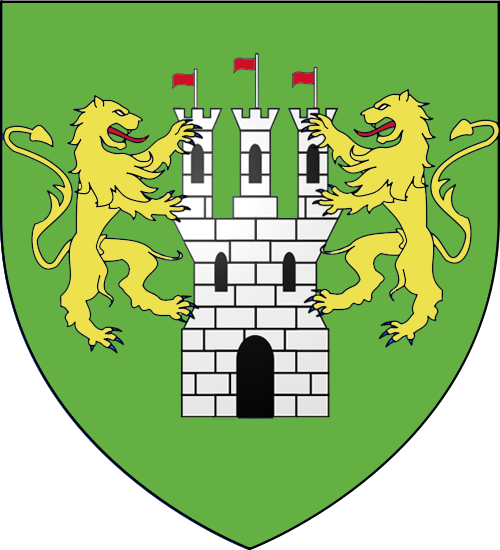
Герб вождів клану О'Шохнасах.

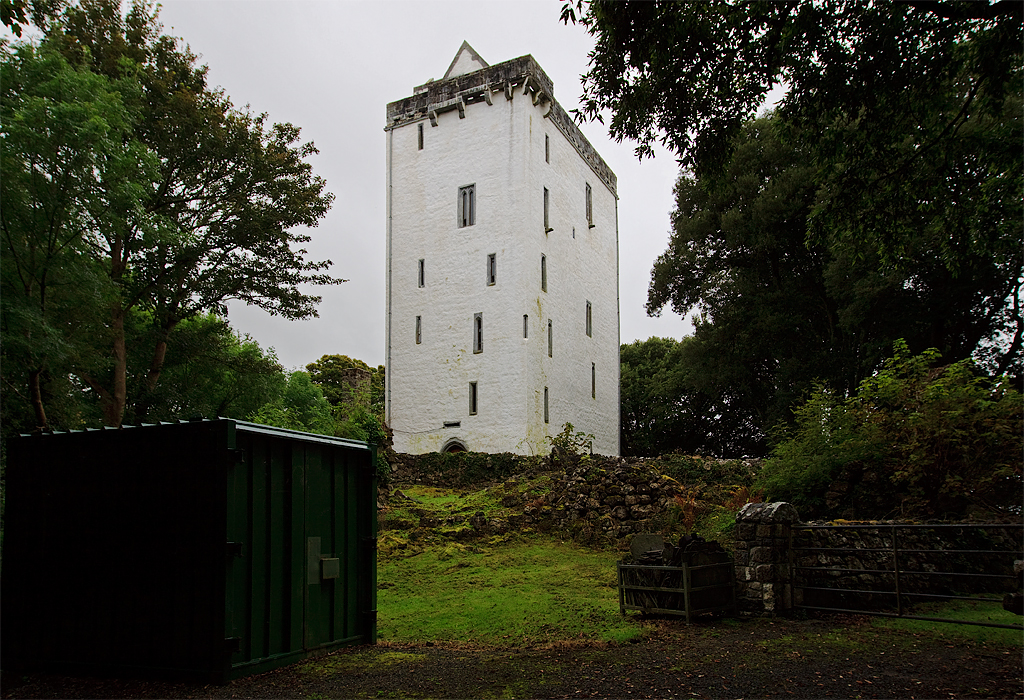
Замок Ардмулліван.

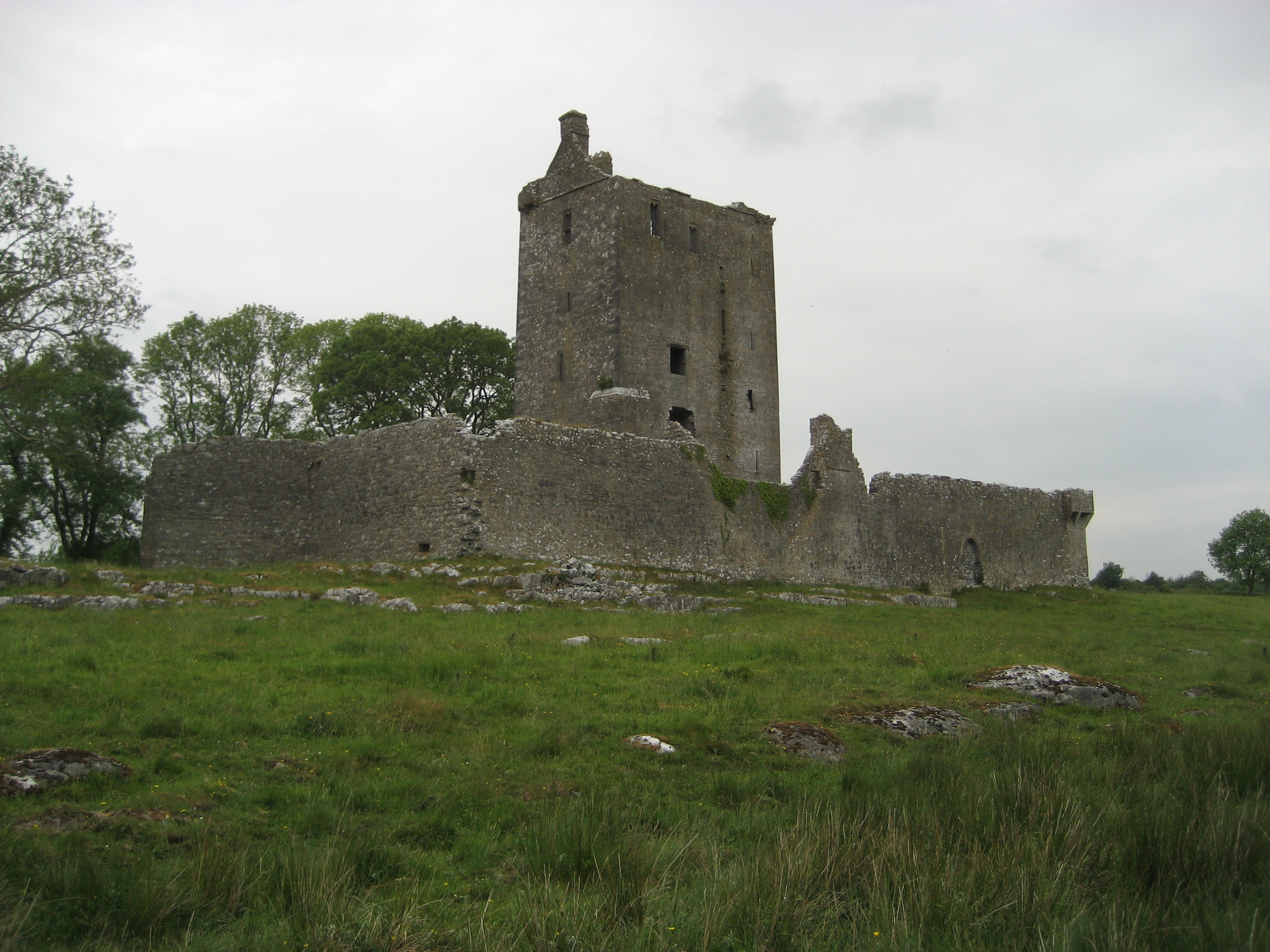
Замок Фіддон.

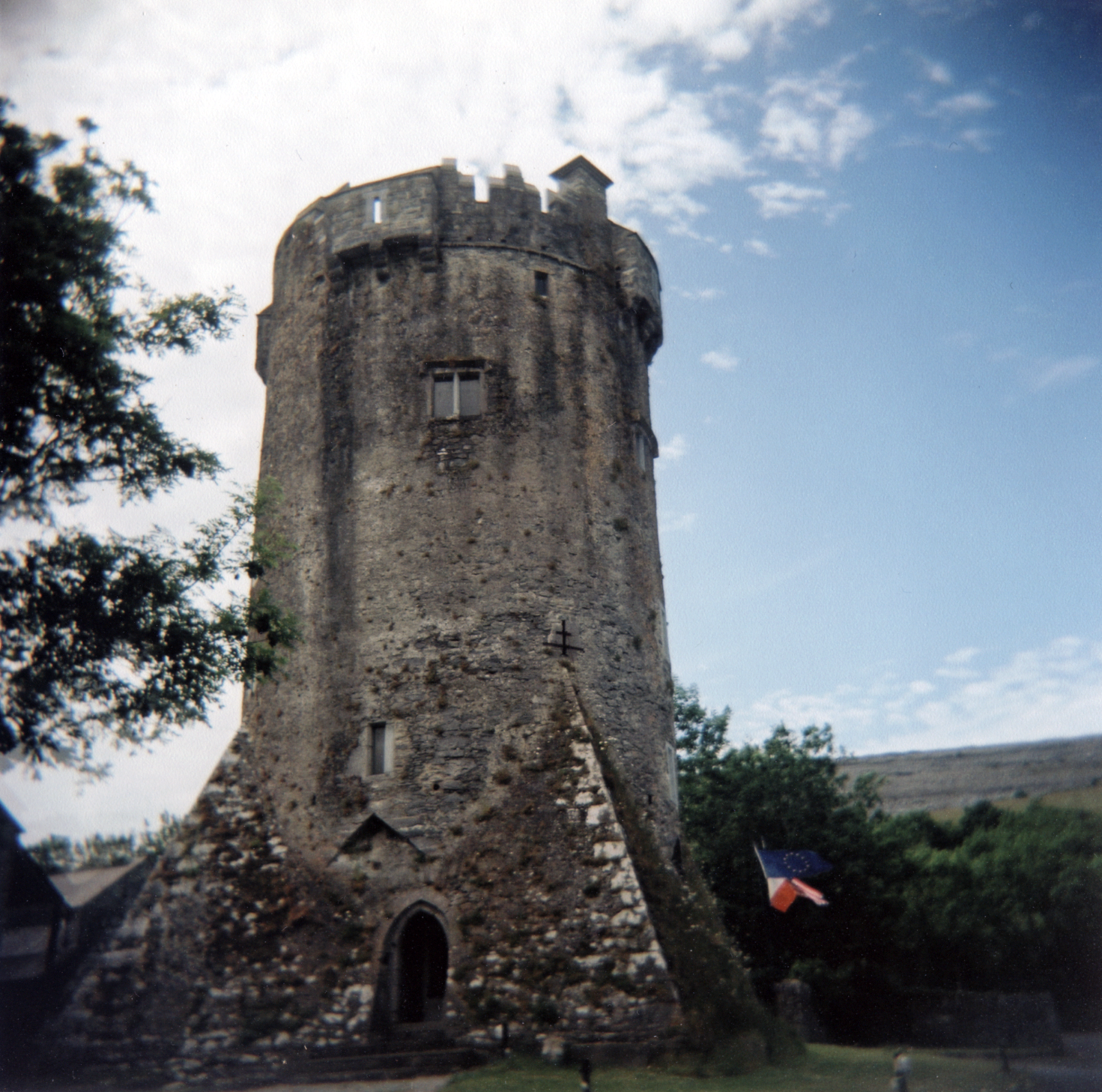
Замок Ньютаун.

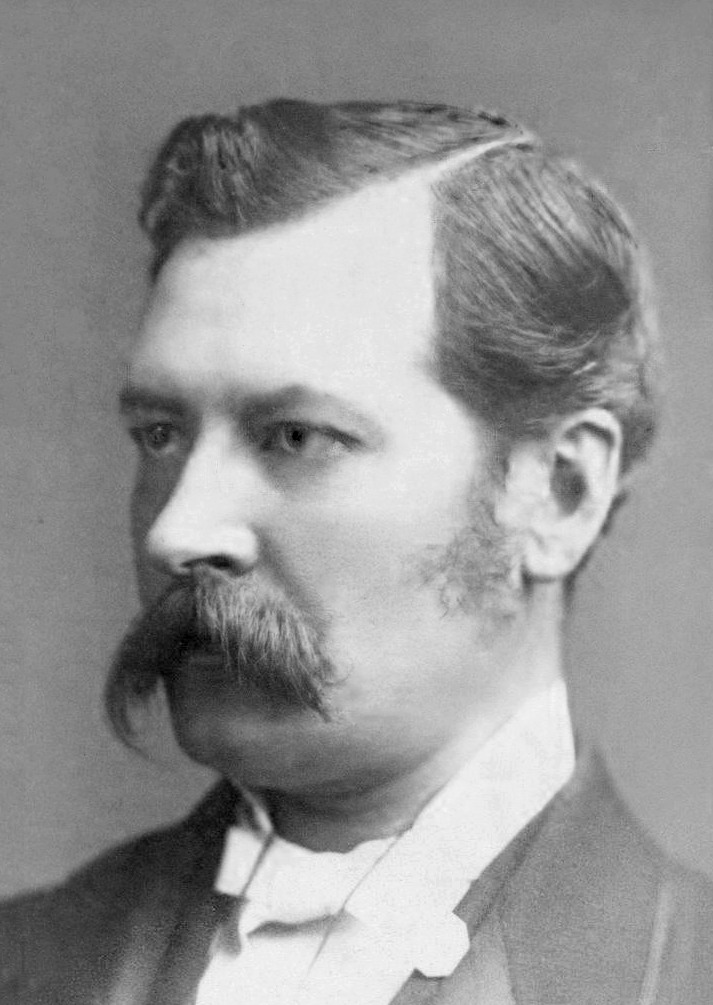
Артур О'Шонессі.

Клан О'Шонессі (англ. Clan O'Shaughnessy, ірл. Clann Ó Seachnasaigh, Clann Uí Sheachnasaigh) — клан О'Шохнасах, клан Ві Щохнасах — один із кланів Ірландії. Давня назва клану Кінел н-Еда на г-Гехге (ірл. Cinél nAedha na hEchtghe). Іноді назву клану вимовляють Ошах-Хеннесі. Клан колись володів землями в нинішніх графствах Клер, Голвей та Лімерик. Назва клану походить від імені засновника клану — чоловіка на ймення Шохнасах мак Доннхад (ірл. Seachnasach mac Donnchadh), що жив у X столітті і належав до клану Ві Фіахрах Айдне (ірл. Uí Fiachrach Aidhne). Головним містом клану було місто Горт. Могутність клан здобув в часи короля Гвайре Айдне мак Колмайна (ірл. Guaire Aidne mac Colmáin).

## Титули вождів клану
- Король Коннахта
- Король Ві Фіахрах Айдне
- Лорд Кінел н-Еда на г-Гехге

## Варіанти назви клану
- чоловік — О'Шохнасах (ірл. Ó Seachnasaigh)
- дочка — Ні Шохнасах (ірл. Ní Sheachnasaigh)
- жінка — Бан Ві Шохнасах (ірл. Bean Uí Sheachnasaigh)
- жінка (скорочено) — Ві Шохнасах (ірл. Uí Sheachnasaigh)

## Історія клану О'Шонессі
До кінця XVII століття клан О'Шонессі жив на території свого невеликого васального королівства, яке називалось Кінел н-Еда на г-Гехге. Це королівство охоплювало сучасні парафії Бег, Кілмакдуг, Кілтартан, Кібеканті, Кілтомас. Найближчими родичами цього клану був кнан О'Кахал, що виник від клану Ві Фіахрах Айдне, що утворив ще септи О'Гінес, О'Клеріх, О'Клері, Мак Гіолла Хеллайх. До середини XVII століття клан О'Гінес все ще лишався номінальним володарем земель Ві Фіахрах Айдне, хоча клан О'Шонессі був більш потужним, аніж споріднені з ним клани. У середині XVII століття клан О'Шонессі став домінувати в цьому районі Ірландії офіційно. Але в 1690-тих роках клан О'Шонессі підтримав скинутого короля-католика Якова II під час так званих якобітських (вільямітських) війн. Король Яків II програв і клан О'Шонессі був репресований — землі і замки були конфісковані. Клан прийшов до занепаду, але продовжував існувати в Ірландії. Останній вождь клану О'Шонессі помер в 1780 роках. Останнім вождем клану був Діармад О'Шонессі.
Клан О'Шонессі збудував і володів чисельними замками. Серед цих замків були замки Горт, Фіддаун, Ардмулліван, Ньютаун, Дерріовен, що знаходяться на кордоні графства Клер та замок Баллімулфаг, що стоїть на острові озера Лох-Кутра. У графстві Голвей клан володів замками Ісландмор, Тур Баллілі. У 1574 році ці замки належали Джону О'Шонессі. Останній лорд Кінелі з клану О'Шонессі помер в місті Горт після того, як він повернувся з битви під Авгрім 12 липня 1691 року.
Замок Ардмулліван збудував його вождь клану Роберт О'Шонессі. Замок вперше згадується в історичних хроніках у 1567 році в зв'язку зі смертю Роберта О'Шонессі — Руадрі Гілла Дув О'Шехнасах (ірл. Ruaidhrí Gilla Dubh Ó Seachnasaigh). Йому успадкував Дермот О'Шонессі — Дермот Смаглявий, що був відомий ще як Дермот Королеви за його підтримку корони Англії. За це він став дуже непопулярним в Ірландії і отримав неприязнь і ненависть від інших ірландських кланів і від людей свого клану. Крім того, він зрадив доктора Крега — римо-католицького архієпископа Арми, що в той час переховувався від переслідування в лісах біля замку. У 1579 році Дермот О'Шонессі і його племінник Джон О'Шонессі, боролися один з одним в суперечці щодо володіння землями та замком. Боротьба привела до загибелі обох вождів клану. Замок занепав, поступово перетворювася на руїни, але був відновлений в XX столітті. Під час реставрації замку були виявлені фрески на 1 — 4 поверхах башти. Фрески схожі на розбиси стін абатства Аббейкнокмі, де зображено єпископа, сцени полювання на оленів, святий Крістофер, Страсті Господні. Замок є національною пам'яткою історії та культури Ірландії. Замок популярний серед туристів, що цікавляться історією Ірландії.
Замок Фіддон був збудований в середині XV століття в норманському стилі в баронстві Кілтартан. Найімовірніше, що замок був збудований вождем клану — сером Роджером Гілла Дув О Шохнассах (ірл. Sir Roger Gilla Dubh Ó Seachnasaigh). Принаймні точно відомо, що він жив там і перша згадка в історичних джерелах про цей замок говорить, що в цьому замку жив саме цей ірландський ватажок. Замок являє собою вежу, оточену фортечною стіною. Замок розташований між озерами Лох-Ду та Лох-Аслаун. Замок стоїть на приватній землі, але охороняється державою — Управліннях громадських робіт, як пам'ятка історії та архітектури.

## Видатні люди з клану О'Шонессі
- Ендрю О'Шонессі — історик.
- Ендрю О'Шонессі (1866—1956) — ірландський політик.
- Артур О'Шонессі (1844—1881) — поет та герпетолог.
- Даррен О'Шонессі (нар. 1972) — ірландський письменник.
- Ейлін О'Шонессі (1905—1945) — перша дружина Джорджа Оруела.
- Джеймс О'Шонессі (нар. 1960) — американський письменник.
- Майкл О'Шонессі (1864—1934) — ірландський інженер.
- Ніколас О'Шонессі — професор, письменник, політолог.
- Роджер О'Шонессі (пом. 1690) — капітан армії короля Якова II.
- Раян О'Шонессі (нар. 1992) — ірландський поет, композитор, бард.
- Тем О'Шонессі (нар. 1952) — американський письменник.
- Теренс Дж. О'Шонессі — генерал армії США.
- Сер Роджер О'Шонессі (пом. 1569) — лорд, вождь клану.
- Вільям О'Шонессі (1673—1744) — генерал-майор, вождь клану.
- Вільям Брук О'Шонессі (1809—1889) — ірландський токсиколог, хімік.
- Вільям О'Шонессі — американський музикант.